# ميتش هاريس (موسيقي)
ميتش هاريس (بالإنجليزية: Mitch Harris)‏ هو عازف قيثارة وموسيقي وكاتب أغاني ومغني أمريكي وبريطاني، ولد في 31 أكتوبر 1969 في كوينز في الولايات المتحدة.

## وصلات خارجية
- ميتش هاريس على موقع ميوزك برينز (الإنجليزية)
- ميتش هاريس على موقع أول ميوزيك (الإنجليزية)
- ميتش هاريس على موقع ديسكوغز (الإنجليزية)